# Králodvorská (usedlost)
Králodvorská je bývalá viniční usedlost a později letohrádek v Praze na Smíchově v ulici Holečkova. Je součástí areálu bývalého konventu dam Srdce Ježíšova.

## Historie
Vinice s usedlostí byla v majetku generálního semináře staroměstského Králova Dvora až do roku 1786; po Králově Dvoře získala usedlost jméno. Poté se dostala do držení rodu Clary-Aldrigenů, kteří na pozemcích vybudovali rozsáhlou zahradu zvanou Claryho zahrada a usedlost přestavěli na letohrádek. V polovině 19. století vlastnil pozemky se stavbami továrník Baptist Ried z Riedensteinu.
Roku 1872 koupila letohrádek spolu se sousední usedlostí Kobrovou Josefína Götzová, generální představená řeholních panen Srdce Pána Ježíše. Letohrádek se rozrostl o rozlehou konventní budovu s kaplí a penzionem a v areálu byl zřízen podle francouzského vzoru vychovávací ústav pro dívky ze zámožných rodin. Ve francouzštině bylo vedeno také vyučování.
Roku 1884 přibyl ke konventu novogotický kostel Sacré Coeur, který navrhl beuronský benediktin Ghislain Béthun (autor protilehlého benediktinského kláštera).